# Monarquia no Canadá
O Canadá é uma monarquia constitucional, sendo que o atual monarca reinante do Canadá é o Rei Carlos III. Nos termos da Constituição, o Rei é o Chefe de Estado, sendo representado no Canadá pelo Governador-geral do Canadá, nomeado pelo Monarca sob proposta do Primeiro-ministro canadense.
A monarquia do Canadá é o eixo da estrutura federal do país, bem como de seu sistema parlamentar e constitucional. Sobre a monarquia estão fundados os poderes executivo (queen-in-council), legislativo (queen-in-parliament) e judiciário (queen-on-the-bench), todos com jurisdição federal e provincial. O soberano personifica o Estado canadense e representa em si a própria nação em termos de lei constitucional.
Apesar de a pessoa do soberano ser compartilhada com outras quinze nações da Comunidade das Nações, cada monarquia é autônoma e legalmente distinta. Subsequentemente, o atual monarca é oficialmente intitulado Rei do Canadá e, de igual modo, sua consorte e demais membros da Família Real Canadense assumem incumbências públicas e privadas na condição de representantes do Canadá. Contudo, o rei é o único membro da Família Real Canadense com funções previstas pelas Constituição do país. Enquanto alguns poderes são exercidos somente pela pessoa do soberano (como a nomeação de governadores-gerais), alguns deveres operacionais e cerimoniais do monarca (como abertura da Câmara dos Comuns e credenciamento de embaixadores) são exercidos por seu representante, o Governador-geral do Canadá. Nas províncias, o monarca é representado diretamente pelo vice-governador. Como todos os territórios são jurisdição federal, cada um deles possui um comissário que representa diretamente a Coroa.
Uma vez que toda a autoridade executiva está investida no soberano, seu consentimento é necessário para que aprovação de leis, cartas-patente e decretos-em-conselho tomem efeito. Apesar do poder para tais medidas provir do povo canadense através das convenções constitucionais de democracia, a autoridade executiva ainda assim é investida na figura do monarca, sendo por este envergada em função de seu povo. Este aspecto relaciona-se com o papel da Coroa de preservar os direitos, liberdades e o sistema democrático do governo canadense, além de reforçar o fato de que "governos são servos do povo e não ao contrário". Portanto, com uma monarquia constitucional, o soberano possui participação direta limitada em qualquer destas áreas de governo, costumando exercer sua autoridade acompanhado do comitê executivo do Conselho Privado para o Canadá.

## Aspectos internos e externos
O Canadá compartilha seu soberano com outros 15 Estados monárquicos (um grupo conhecido informalmente como Reinos da Comunidade de Nações) da Comunidade das Nações, sendo que o monarca governa a partir do mais longevo e populoso destes reinos, o Reino Unido, enquanto vice-reis (o Governador-geral do Canadá a nível federal e um vice-governador a nível provincial) atuam como representantes da Coroa no país. A ascensão deste sistema político coincidiu com o surgimento do nacionalismo canadense após a Primeira Guerra Mundial, culminando na aprovação do Estatuto de Westminster em 1931. Desde então, a Coroa têm possuído um caráter diferenciado enquanto o papel do soberano como monarca do Canadá têm sido distinto de sua posição como monarca de qualquer outra nação, incluindo o Reino Unido. Somente os ministros federais da Coroa do Canadá podem aconselhar e auxiliar ao soberano em todas as questões do Estado, sobre as quais o soberano é mantido em perfeita interação pelo governo-geral. A monarquia deixou, portanto, de ser uma instituição exclusivamente britânica, tornando-se uma entidade legitimativamente canadense; apesar de ainda denotada como "britânica" em aspectos legais e cotidianos por questões históricas, políticas ou por conveniência.
Esta distinção reflete em diversas questões: O soberano, por exemplo, possui somente um único título real canadense e quando este ou membros da Família Real atuam em público como representantes do Canadá, fazem uso de símbolos canadenses, como a bandeira nacional, as relíquias reais ou uniformes das forças armadas canadenses. Uma vez no espaço aéreo canadense, o Secretário para a Rainha, oficiais da Real Polícia Montada Canadense ou demais oficiais do país assumirão o posto de auxílio ou guarda da Rainha e outros membros da Família Real.
Por outro lado, o soberano somente apoia-se nos fundos canadenses quando em financiamento de seus deveres no território canadense ou atuando em favor do país no exterior; os canadenses não arcam com nenhuma espécie de imposto à Coroa ou outro membro qualquer da Família Real.

### Sucessão e regência

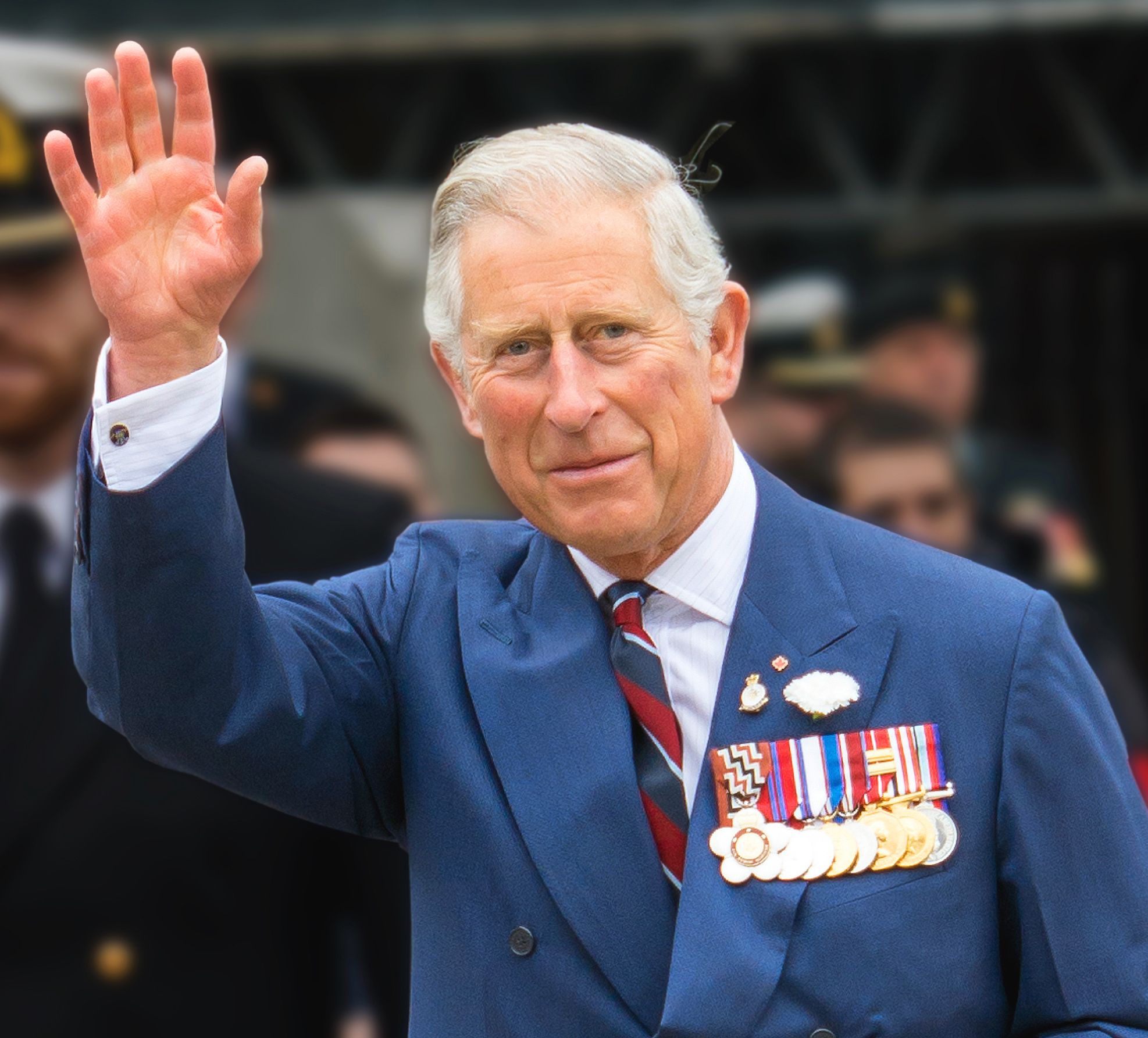
O então Príncipe Carlos em Halifax, Nova Escócia, 2014. Carlos III é o atual monarca canadense.

Assim como nos demais reinos da Commonwealth, o atual herdeiro aparente ao trono canadense é o Príncipe Guilherme.
Seguindo à eventualidade do fim de um reinado (por morte ou abdicação de um soberano), seu sucessor imediatamente sucede-o, sem necessidade de confirmação ou cerimonial; fato exemplificado pela famosa citação "The King is dead. Long live the King!" ("O rei está morto. Longa vida ao rei!"). É costumeiro a ascensão de um novo monarca ser anunciada pelo Governador-geral em nome do Conselho Privado, que reúne-se em Rideau Hall após a ascensão. Em seguida, respeita-se um período de luto oficial, durante o qual representações do antigo monarca são cobertas em tecido negro ou retiradas. A rede Canadian Broadcasting Corporation (CBC) mantém um plano atualizado regularmente para uma "transmissão de relevância nacional", anunciando a morte de um soberano.
O novo monarca é coroado no Reino Unido através de uma tradicional cerimônia, sendo que não é necessária a um soberano para reinar. Conforme o Ato de Interpretação de 2005, nenhum cargo apontado pela Coroa é afetado pela eventual morte de um soberano, e também não são solicitados a jurarem fidelidade à Coroa novamente. Além disto, todas as referências na legislação ao monarca anterior, seja no masculino (S.M. o Rei) ou feminino (S.M. a Rainha) são preservadas significando a continuidade da soberania do Canadá, independentemente de seu gênero. Isto deve-se especialmente ao fato de que na lei comum, a Coroa nunca morre.

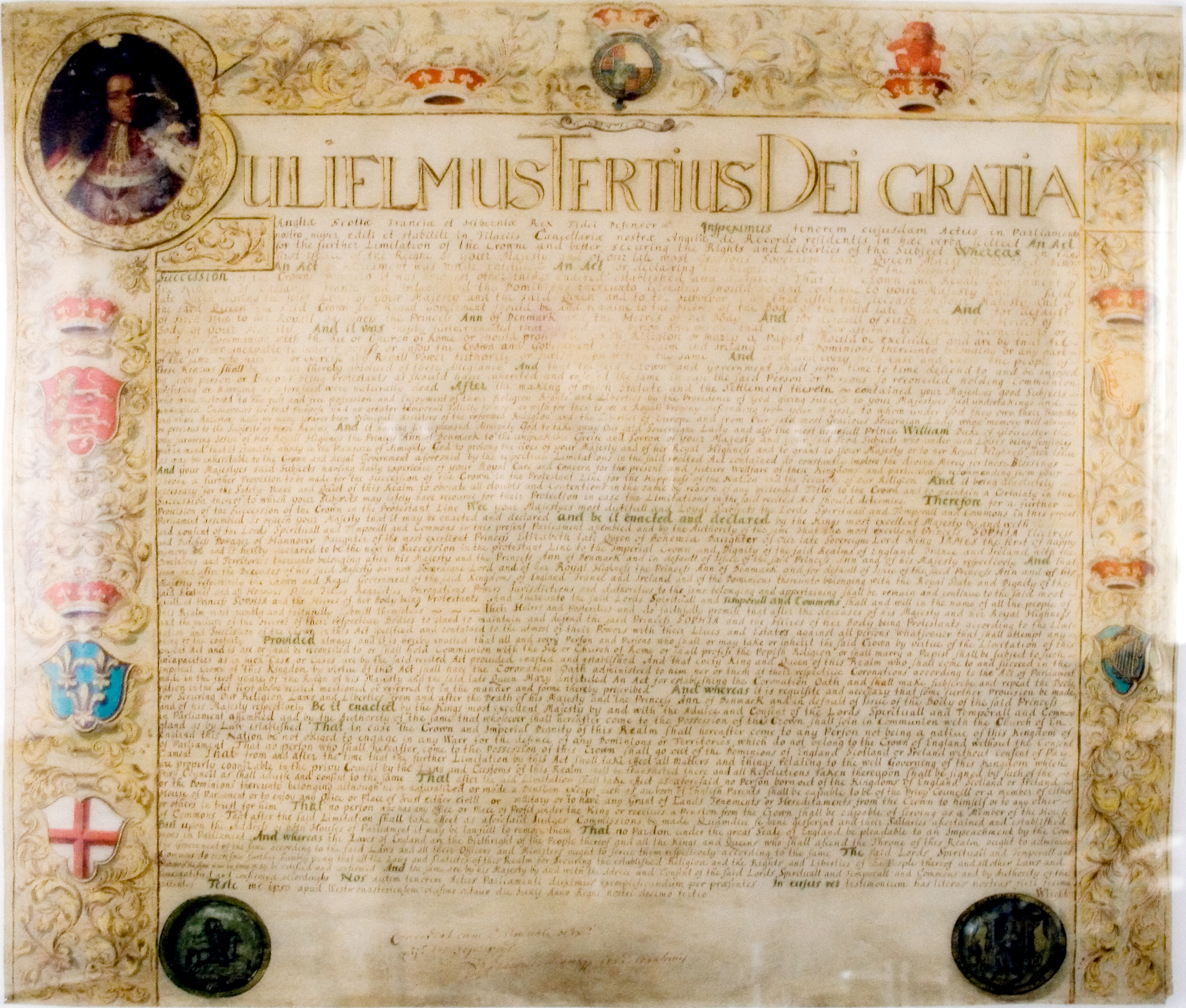
Cópia do Decreto de Estabelecimento de 1701, que definia as regras de sucessão ao trono inglês pelos herdeiros de Sofia de Hanôver.

As relações entre os reinos da Commonwealth ocorre de maneira que nenhuma modificação nas leis de sucessão aos respectivos tronos requer um consenso entre todas as nações. A sucessão é definida por estatutos, como a Declaração de Direitos de 1689, o Decreto de Estabelecimento de 1701 e o Tratado de União de 1707. Em 1936, Eduardo VIII abdicou e qualquer possível descendente seu foi excluído da linha de sucessão. Como o Estatuto de Westminster de 1931 não permitia que as legislações do Reino Unido tivessem efeito no Canadá, o gabinete real sancionou a Ordem 3144, expressando sua concordância com a "Declaração de Abdicação de Sua Majestade de 1936". O Departamento de Assuntos Externos incluiu todas as leis relativas à sucessão real nos atos da lei canadense. Em 2011, o Canadá aderiu ao Acordo de Perth, que propôs modificações às regras de sucessão, removendo a discriminação por sexo e a proibição do monarca se casar com uma pessoa pertencente à Igreja Católica Romana. Como consequência do acordo, o Parlamento do Canadá aprovou o Ato de Sucessão ao Trono de 2013, que afirmou a concordância do país com os termos da Declaração de Sucessão à Coroa de 2013, esta por sua vez aprovada pelo Parlamento do Reino Unido.

## Aspecto federal e provincial
A monarquia do Canadá foi estabelecida em Confederação, quando seu governo e autoridade executivos foram declarados (na Seção IX do Ato Constitucional de 1867) "para permanecer e ser investidos na Rainha". O Canadá é uma monarquia federal na qual a Coroa é unitária em todas as jurisdições do país, a soberania das diferentes administrações são passadas de acordo com a própria Coroa como parte do executivo, legislativo e judiciário em cada uma das esferas políticas. Portanto, a Coroa serve de elo entre os vários governos, criando um estado federal que, apesar disto, permanece "dividido" em onze jurisdições legais. Sobretudo, a constituição estabelece que qualquer alteração ao cargo do monarca ou seus representantes no Canadá o consentimento do Senado, da Câmara dos Comuns e das assembleias legislativas de cada província.
O monarca - com aprovação de seu Primeiro-ministro federal - nomeia o governador-geral que, por sua vez, nomeia os vice-governadores. Os comissários dos territórios canadenses são nomeados pelo Governador com apoio do Conselho Privado (Governor-in-Council), sob recomendação do Ministro de Assuntos Ameríndios e do Desenvolvimento do Norte.

## Personificação do Estado canadense

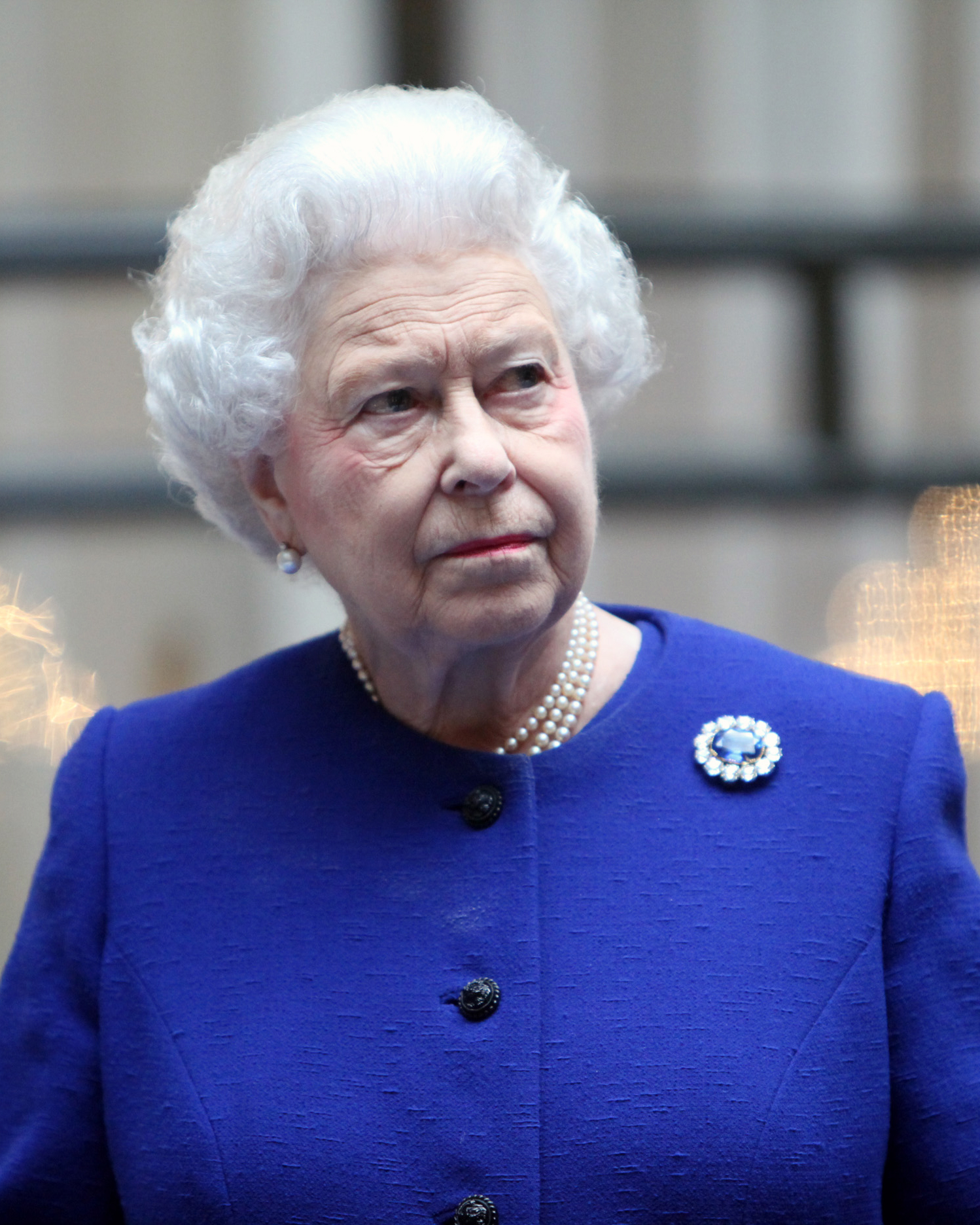
Isabel II do Canadá, a soberana canadense de 1952 a 2022.

Como personificação da Coroa, o soberano é considerado a personificação do Estado canadense e como tal deve - juntamente com seus representantes nacionais - "manter-se estritamente neutro em questões políticas". O soberano reinante detém duas qualificações distintas coexistentes: aquela de um ser humano natural, bem como a de um Estado nacional conforme passado a ele ou ela pela lei; a Coroa e o monarca são "conceitualmente distintos, mas legalmente indistintos... o cargo não pode existir sem o ocupante". Assim, mesmo que em particular, o monarca está sempre "a serviço do cargo". Os termos "o Estado"; "a Coroa"; "Sua Majestade, a Rainha" (ou "Sa Majesté la Reine du chef du Canada") são todos empregados em referência à figura legal do monarca.
Portanto, o monarca canadense chefia todas as agências governamentais e seus ocupantes (incluindo os vice-reis, magistrados, membros das Forças Canadenses, militares em geral e Membros do Parlamento), sendo igualmente o protetor dos órfãos, bem como proprietário das terras e prédios da Coroa. O monarca também encabeça as companhias estatais e detém os direitos sobre todas as publicações do governo. Contudo, todas estas propriedades pertencem à posição de soberano e não ao indivíduo em si; todas as propriedades pertencem à Coroa perpetuamente e não podem ser vendidas ou transferidas pelo soberano sem apropriado consentimento de seus ministros federais.
O monarca encabeça a ordem de precedência canadense e, como personificação do Estado, é também o locus dos juramentos de fidelidade, necessários à maioria dos funcionários e agentes da Coroa, assim como aos novos cidadãos, como o juramento de cidadania. A condição de aliança é concedida em reciprocidade ao juramento de coroação do monarca, quando este promete "governar os povos de... Canadá... de acordo com suas respectivas leis e costumes".
No Canadá, o título oficial da Rainha é Rainha Isabel II, pela Graça de Deus, do Reino Unido, Canadá e outros Domínios e Territórios, Rainha, Chefe da Commonwealth, Defensora da Fé (em inglês: Elizabeth the Second, by the Grace of God, of the United Kingdom, Canada and Her other Realms and Territories Queen, Head of the Commonwealth, Defender of the Faith; em francês: Elizabeth Deux, par la grâce de Dieu, Reine du Royaume-Uni, du Canada et de ses autres royaumes et territoires, Chef du Commonwealth, Défenseur de la Foi). Seu título é Sua Majestade, A Rainha do Canadá.

### Chefe de Estado

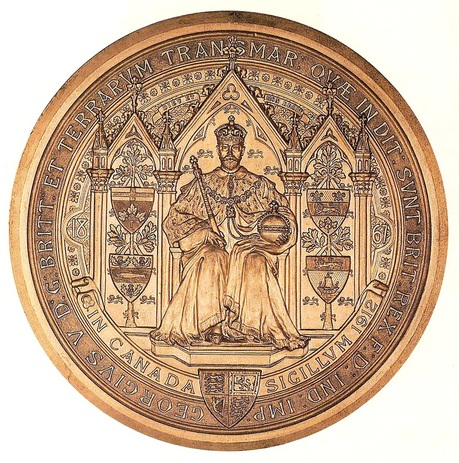
O Grande Selo do Canadá utilizado durante o reinado de Jorge V.

Apesar das discussões sobre o uso do termo chefe de Estado ser essencialmente republicano e, portanto, incabível a uma monarquia constitucional como o Canadá, o soberano canadense é referido como tal pelas publicações oficiais do governo. Em contrapartida, o governador-geral e os vice-governadores são representantes, e igualmente subordinados, a esta figura. Alguns governadores-gerais ao longo da história do país, como Edward McWhinney e C. E. S. Franks, referiram-se ao seu cargo como o de "chefe de Estado canadense", eventualmente acrescido da condição de facto. Franks, inclusive, sugeriu que o governador-geral fosse oficialmente denominado o chefe de Estado. Outros ocupantes do cargo, no entanto, consideraram a posição de chefia do Estado compartilhada entre o soberano e seus representantes. Desde 1927, os governadores-gerais representam o país em compromissos diplomáticos, uma função geralmente reservada aos chefes de Estado.
Ocupantes do Rideau Hall têm utilizado as Cartas Patente de 1947 como justificativa para descrever o governador-geral como chefe de Estado. Contudo, o documento não fornece tal distinção, nem mesmo enuncia uma abdicação dos poderes do soberano em favor do vice-rei, somente permitindo ao governador-geral agir "em nome do Rei". Michael D. Jackson, antigo chefe de protocolo em Saskatchewan, argumentou que Rideau Hall têm tentado reconstruir a imagem do governador-geral como chefe de Estado desde a década de 1970. Isto causou não somente conflitos de precedência nas províncias (onde o governador-geral usurpou a autoridade dos governadores provinciais), mas também culminou no evento público em que Adrienne Clarkson reafirmou precedência da Rainha Isabel II nacionalmente.
Em pesquisa conduzida pela Ipsos-Reid, após a primeira prorrogação do Parlamento canadense em 4 de dezembro de 2008, 42% dos entrevistados consideravam o primeiro-ministro como chefe de Estado, enquanto 33% pensavam ser o governador-geral. Somente 24% da população entrevistada na ocasião reconheceu a Rainha como chefe de Estado canadense.

## Papel constitucional

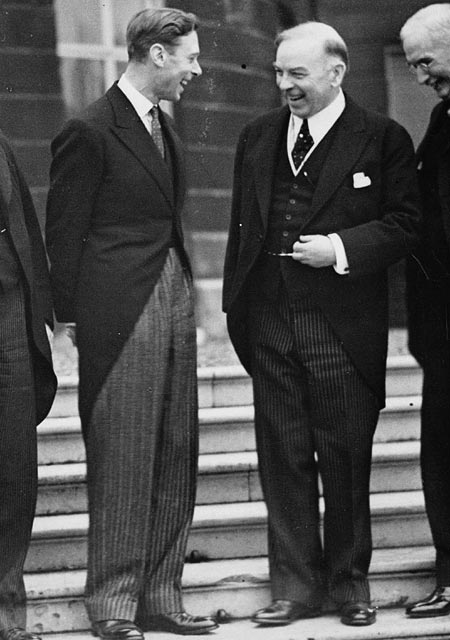
Jorge VI e o então Primeiro-ministro Mackenzie King em 11 de maio de 1937.

A constituição canadense é baseada no modelo parlamentarista Westminster, no qual o papel da Rainha é tanto legal como prático, mas não político. A soberana detém todos os poderes do Estado, conhecidos coletivamente como Prerrogativa Real, o que torna toda a população canadense seus súditos. Contudo, como o poder do soberano emerge do povo e a monarquia é constitucional, o soberano canadense não exerce seu poder de maneira absoluta. A Coroa é entendida como um órgão único, sendo a monarca o cerne de um sistema em que o poder do todo é dividido por múltiplas instituições de governo - executivo, legislativo e judiciário - atuando sob a autoridade real exercida pelos políticos (parlamentares eleitos e nomeados e ministros da Coroa) e magistrados. A monarquia têm sido descrita como o princípio fundador da unidade institucional canadense e o monarca como "guardião das liberdades constitucionais", cujo "trabalho é garantir que o processo político transcorra de maneira pacífica e funcional". 
O Grande Selo do Canadá representa "o poder e autoridade da Coroa emergindo do soberano ao poder parlamentar", sendo empregado em documentos oficiais como proclamações reais e cartas-patente que nomeiem membros do gabinete, senadores, magistrados e outros ocupantes de cargos federais. O Governador-geral é considerado o guardião do Grande Selo, sendo esta uma demonstração simbólica da "concessão" de autoridade real ao gabinete ministerial de governo. Durante a transição de governo, o selo é temporariamente devolvido ao Governador-geral e, então, "emprestado" ao seu sucessor. 
A Coroa lidera também as Forças Canadenses, sendo que a constituição estabelece o monarca como comandante-em-chefe das forças armadas do país, enquanto o governador-geral assume tais incumbências em nome do monarca e assume simbolicamente o comando das tropas. Entretanto, a Constituição do Canadá observa vários tratados entre a Coroa e as Primeiras Nações, Inuítes e Métis, que consideram tais documentos como acordos diretos entre estes povos e o monarca canadense; uma demonstração da relação política entre o soberano e os aborígenes.

### Executivo (Queen-in-Council)
O governo do Canadá - oficialmente denominado Governo de Sua Majestade - é definido pela Constituição como "o monarca atuante sob conselho de seu Conselho Privado; que é tecnicamente conhecido como Queen-in-Council, ou algumas vezes Gorvernor-in-Council, em referência ao governador-geral como o representante direto da monarquia. Um dos principais deveres da Coroa é "garantir que o governo democraticamente eleito sempre tome posição", o que significa nomear um primeiro-ministro para liderar o Gabinete de governo - um comitê do Conselho Privado encarregado de aconselhar a Coroa no exercício da Prerrogativa Real. O monarca é informado pelo seu Vice-rei acerca do juramento de posse e eventual renúncia de primeiros-ministros e outros membros do ministério, mantém-se totalmente informado através de comunicações regulares dos seus ministros canadenses e reúne-se com eles sempre que possível. Por convenção, o conteúdo de tais comunicações e reuniões é confidencial de maneira a garantir a imparcialidade do monarca e seus representes. Na decorrente era de forte impacto das mídias sociais, a adequação e viabilidade desta tradição têm sido debatidas.
Na formação da monarquia constitucional e do governo responsável, o conselho ministerial proposto é tipicamente vinculativo, significando que o monarca "reina mas não governa" e que o Gabinete governa "em confiança" pelo monarca. Este têm sido o sistema de governo canadense desde que o Tratado de Paris encerrou o reinado do último monarca absoluto da região, Luís XV. Contudo, a Prerrogativa Real pertence à Coroa e não a quaisquer dos ministros, sendo que oficiais reais e vice-reais podem unilateralmente utilizar tais poderes em situações de crises excepcionais. 